# Tex Brasket

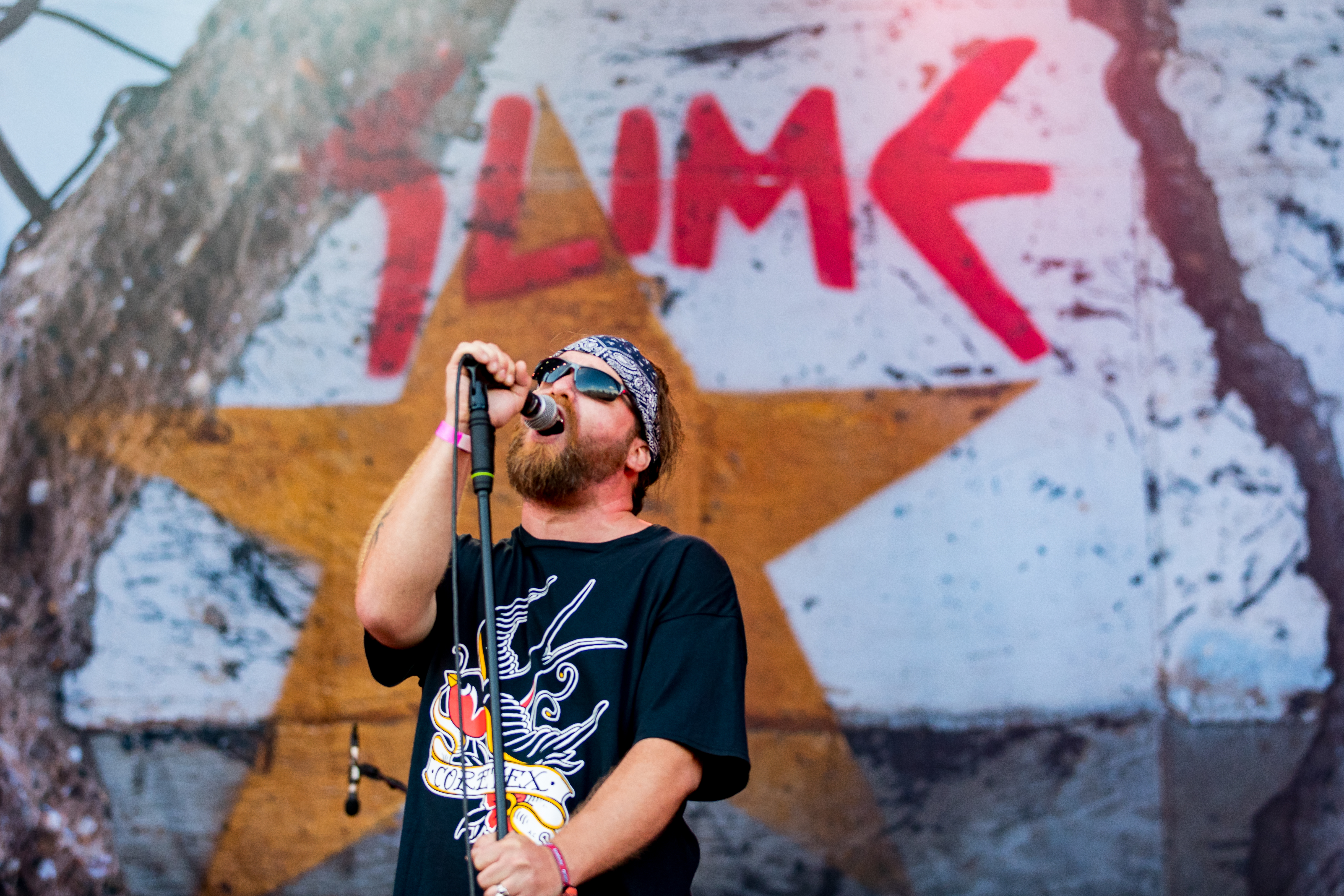
Tex Brasket beim Wacken Open Air 2022

Tex Brasket (* 4. Februar 1980 in Galveston, Texas; früherer Name: Nathaniel Gram Brasket; wirklicher Name: Z., Thomas Willy Georg) ist ein deutsch-US-amerikanischer Musiker und Sänger. Er wurde 2021 der neue Sänger von Slime.

## Leben
Nathaniel Gram Brasket wurde am 4. Februar 1980 in Galveston, Texas geboren. Sein Spitzname „Tex“ leitet sich davon ab. Seine beiden Eltern waren drogenabhängig und lebten in einem Trailerpark. Brasket musste nach der Geburt direkt in den Entzug, da seine Mutter während der Schwangerschaft Kokain und andere Opiate zu sich nahm. Er kam anschließend in Waisenhaus und von dort in eine deutsche Familie, die ihn adoptierte. Sein Adoptivvater arbeitete zu jener Zeit für Texas Instruments. Von ihnen erhielt er den Namen Thomas. Kurze Zeit später zieht die Familie nach Bayern, wo Brasket einen Großteil seiner Kindheit verbrachte. Nach der vierten Klasse zog die Familie erneut um und kam in Phoenix (Arizona) unter. Dort wurde er mit ADHS diagnostiziert. Bereits mit 13 zog die Familie zurück nach Deutschland. Die familiären Probleme nahmen zu, die Familie zerbrach. Auch Brasket selbst war kein einfaches Kind. Mit 18 Jahren machte er sich auf Spurensuche in die USA, wo er seine leibliche Familie aufsuchte und einige Zeit mit ihnen verbrachte.
In den Vereinigten Staaten begann er als Roadie und Stagehand zu jobben. Er gründete eine Familie, die er nur schwer über weitere Gelegenheitsjobs über Wasser hielt. Die Ehe war durch häufige Streits geprägt und sie mussten häufig umziehen. Hinzu kam eine Drogenproblematik. seine Frau wurde nach einer Knie-OP abhängig von Oxycodon. Als letzten Versuch ihre Ehe zu kitten, zog die Familie nach Deutschland. Er selbst entwickelte Psychosen und wurde selbst drogenabhängig. Als die Ehe endgültig zerbrochen war, ging er 2016 für eine Umschulung nach Berlin, wo er die nächsten Jahre blieb.
Brasket rutschte in Berlin in die Obdachlosigkeit und begann als Straßenmusiker auf dem Langen Jammer zu spielen. Dort lernte er 2017 Christian Schlodder kennen, der als Journalist unter anderem für die Süddeutsche Zeitung und die Taz schrieb. Er veröffentlichte einen Artikel über Tex Brasket im Intro, der ihn bekannt machte. Zur weiteren Verbreitung sorgte ein Handy-Video, das viral ging. Später entstand ein weiterer Artikel für das Berliner Stadtmagazin Zitty. Über seine Straßenmusik erreichte Brasket ein immer größeres Publikum und auch erste Plattenfirmen zeigten ihr Interesse. erste Singles erschienen über verschiedene Plattformen. Brasket spielte im Anschluss auch in Clubs. Kurz vor der COVID-19-Pandemie war er im Vorprogramm von Slime für das SO36 gebucht, der Auftritt kam jedoch wegen der Pandemie nicht zustande.
Als Dirk Jora am 30. Juli 2020 seinen Ausstieg aus Slime verkündete, erinnerte sich die restliche Band an Brasket und beschlossen ihn zu fragen, ob er bei ihnen einsteigen wollte. Sein erster Gig mit Slime fand 2022 im Vorprogramm von Bad Religion in der Fabrik Coesfeld statt. Es folgten Auftritte auf dem Ruhrpott Rodeo und auf Wacken. Gemeinsam entstand das Album Zwei, auf dem Brasket so gut wie alle Songs schrieb. Textlich stellt das Album eine gewisse Abkehr von den überwiegend politischen Texten dar. Brasket brachte vor allem auf diesen Album seine Erfahrungen als Obdachloser ein, zudem verwendete er einige seiner Songs, die er bereits als Straßenmusiker spielte. Die Meinungen in der Szene sind gemischt, dennoch stellt Zwei mit Platz 7 in den deutschen Albencharts den bislang größten Erfolg für Slime dar.
Während der Konzertpause mit Slime entstand das autobiografische Buch Dreck und Glitzer mit Co-Autor Christian Schlodder, der der Erzählung von Brasket seine eigene Sichtweise entgegenstellt. Das Buch erschien im Verlag Kiepenheuer & Witsch und wurde unter anderem in der FAZ besprochen. Im Anschluss ging er auf Lesereise.
Am 7. März 2025 erschien das Album Der Wind ist mit uns unter dem Projektnamen Teluxe, eine Zusammenarbeit mit dem Liedermacher Lucas Uecker von Liedfett über Merchcowboy/Indigo.
Am 15. August 2025 erschien mit 3!+71 das zweite Album mit Slime.

## Werke
- Tex Brasket, Christian Schlodder: Dreck und Glitzer: Eine Geschichte von der Straße und vom Licht an dunklen Orten. 1.  Auflage. Kiepenheuer & Witsch, Köln 2024, ISBN 978-3-462-00777-0.

## Diskografie

### Mit Slime

#### Alben
- 2022: Zwei (Hulk Räckorz)
- 2025: 3!+71 (Hulk Räckorz)

#### Singles
- 2021: Komm schon klar
- 2022: Sein wie die
- 2022: Bester Freund
- 2022: Heute nicht
- 2022: Mea culpa
- 2025: Armes Deutschland

### Mit Teluxe

#### Alben
- 2025: Der Wind ist mit uns (Merchcowboy/Indigo)

#### Singles
- 2024: Der Junge
- 2024: Eigentor
- 2024: Nicht kaputt
- 2024: Getaway
- 2025: Risse
- 2025: Du stehst still

### Solo-Singles
- 2019: Von außen
- 2019: Nach Berlin
- 2020: Regen